# Adyliusz Daronch
Adyliusz Daronch (port. Adílio Daronch; ur. 25 października 1908 w Cachoeira do Sul, zm. 21 maja 1924 w Três Passos) – brazylijski misjonarz, Błogosławiony Kościoła katolickiego.

## Życiorys
Adyliusz Daronch urodził się 25 października 1908 roku, jako jedno z ośmiorga dzieci rodziny Daronch Pedro. Był misjonarzem w Palmerii. Udzielał sakramentów i napominał miejscowych rewolucjonistów. Został rozstrzelany przez personel wojskowy 21 maja 1924 roku, wraz ze swym towarzyszem Manuelem Gómezem Gonzálezem. Obaj zostali beatyfikowani przez papieża Benedykta XVI 21 października 2007 roku.